# John Alexander Cocke
John Alexander Cocke (* 1772 in Brunswick, Brunswick County, Colony of Virginia; † 16. Februar 1854 in Rutledge, Tennessee) war ein US-amerikanischer Politiker. Zwischen 1819 und 1827 vertrat er den Bundesstaat Tennessee im US-Repräsentantenhaus.

## Werdegang
John Cocke war ein Sohn von US-Senator William Cocke (1747–1828) und ein Onkel des Kongressabgeordneten  William Michael Cocke (1815–1896). Noch in seiner Kindheit zog er mit seinen Eltern nach Tennessee, wo er die öffentlichen Schulen besuchte. Nach einem anschließenden Jurastudium und seiner im Jahr 1793 erfolgten Zulassung als Rechtsanwalt begann er im Hawkins County in seinem neuen Beruf zu arbeiten. Gleichzeitig schlug er als Mitglied der Demokratisch-Republikanischen Partei eine politische Laufbahn ein. Zwischen 1796 und 1812 saß er mehrfach als Abgeordneter im Repräsentantenhaus von Tennessee, dessen Speaker er im Jahr 1812 wurde. Zwischen 1799 und 1801 gehörte Cocke dem Staatssenat an. Während des Britisch-Amerikanischen Krieges von 1812 war er zunächst Generalmajor einer Freiwilligeneinheit aus Tennessee und dann Oberst unter General Andrew Jackson zur Zeit der Schlacht von New Orleans.
Bei den  Kongresswahlen des Jahres 1818 wurde er im sechsten Wahlbezirk von Tennessee in das US-Repräsentantenhaus in Washington, D.C. gewählt, wo er am 4. März 1819 die Nachfolge von William Grainger Blount antrat. Nach drei Wiederwahlen konnte er bis zum 3. März 1827 vier Legislaturperioden im Kongress absolvieren. Seit 1825 vertrat er als Nachfolger von Adam Rankin Alexander den zweiten Distrikt von Tennessee. In den 1820er Jahren schloss sich Cocke der Bewegung um Andrew Jackson an und wurde später Mitglied der von diesem 1828 gegründeten Demokratischen Partei. Von 1823 bis 1827 war er Vorsitzender des Indianerausschusses. Während dieser Zeit gab es im Kongress heftige Diskussionen zwischen Anhängern und Gegnern Jacksons.
Nach seinem Ausscheiden aus dem US-Repräsentantenhaus wurde Cocke auch in der Landwirtschaft tätig. In Knoxville gründete er eine Schule für Taubstumme. Im Jahr 1837 war er noch einmal Mitglied und Präsident des Repräsentantenhauses von Tennessee; 1843 wurde er ein weiteres Mal in den Staatssenat gewählt. John Cocke starb am 16. Februar 1854 in Rutledge.